# Ulises Eyherabide
 (août 2022).
Ulises Miguel Eyherabide (San Nicolás de los Arroyos, 1er février 1967-29 juillet 2022) est un chanteur, musicien, compositeur, infographiste, architecte connu pour avoir été le leader, fondateur et chanteur principal de la bande de rock chrétien,  Rescate.

## Biographie
Originaire de la ville de San Nicolás de los Arroyos, dans la province de Buenos Aires en Argentine. À la fin des années 1980, il a fondé le groupe de musique Rescate avec son ami Jonathan Thompson, inspirés par la mouvance du rock gospel des États-Unis. Il a enregistré avec Rescate huit albums de studio, étant le compositeur de la plupart des chansons. Il a aussi produit presque tous les albums du groupe,,.